# 塔夸拉斯

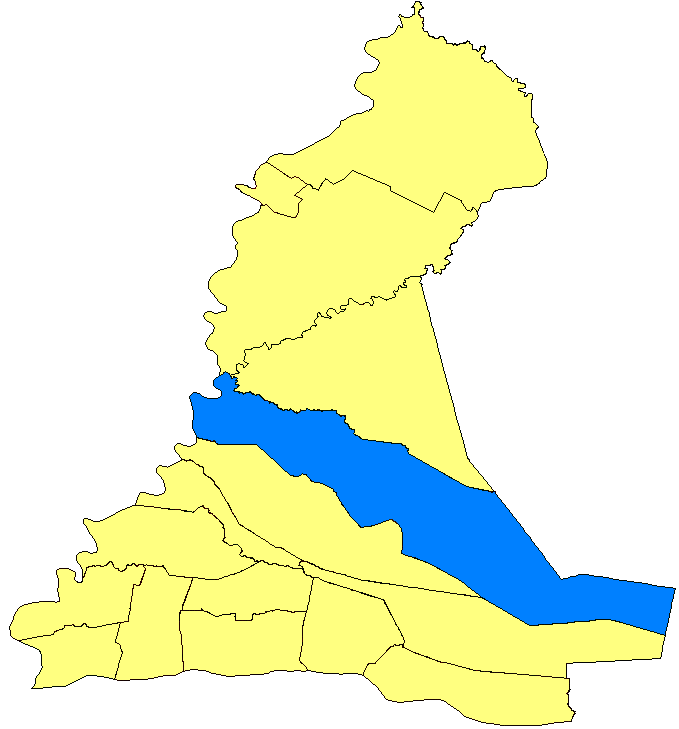

塔夸拉斯（西班牙語：Tacuaras），是巴拉圭的城鎮，位於該國西南部，由涅恩布庫省負責管轄，始建於1791年，距離亞松森390公里，面積1,000平方公里，人口3,280，人口密度每平方公里3.69人。